# Snoop Dogg
Snoop Dogg, właśc. Calvin Cordozar Broadus Junior (ur. 20 października 1971 w Long Beach) – amerykański raper, piosenkarz, aktor i malarz. Do 1998 roku znany jako Snoop Doggy Dogg, a od 2012 roku używa także pseudonimu Snoop Lion w kontekście swojej twórczości reggae i Snoopzilla przy współpracy z muzykiem o pseudonimie Dâm-Funk.
Snoop Dogg współpracował z takimi wykonawcami jak: Blueface, Wiz Khalifa, Big Time Rush, Robyn, Dr. Dre, Eminem, Ice Cube, Tupac Shakur, Game, B-Real, Tha Dogg Pound, Coolio, Kid Cudi, Mariah Carey, Akon, Sean Combs, Pharrell Williams, 50 Cent, Nate Dogg, Warren G, Justin Timberlake, Bow Wow, Katy Perry, Korn, Bootsy Collins, Limp Bizkit, Gorillaz, Beck Hansen, Marilyn Manson, David Guetta, T-Pain, Miley Cyrus i Red Hot Chili Peppers, Iza Lach, PSY, Gorzki vel Uncle G, Datsik. W 2001 roku ukazała się jego autobiografia. Pod koniec października 2007 roku wziął udział w telewizyjnej gali stacji VH1 – Hip Hop Honors 2007 oraz poprowadził galę rozdania nagród MTV Europe Music Awards w Monachium.
W 2016 stał się członkiem WWE Hall Of Fame, dzięki Johnowi Cenie. 
W 2024 roku podczas Letnich Igrzysk Olimpijskich w Paryżu niósł ogień olimpijski.
Jego kuzynką jest wrestlerka, wielokrotna mistrzyni świata kobiet federacji WWE Sasha Banks. Wystąpił z nią na WrestleManii 32.

## Życiorys

### Wczesne lata
W dzieciństwie jego rodzice nadali mu pseudonim „Snoopy”, bo był podobny do fikcyjnej postaci, a imię odziedziczył po ojczymie Calvinie Cordozar Broadusie Sr.
Urodził się w szpitalu Los Altos Hospital w Long Beach w stanie Kalifornia jako drugi z trzech synów Beverly Tate i Vernalla Varnado (ur. 13 grudnia 1943), weterana wojny wietnamskiej, piosenkarza i listonosza, który rzadko uczestniczył w życiu młodego Calvina. W latach 1970–1975 jego matka była żoną Cordozara Calvina Broadusa Sr.
Snoop Dogg w młodym wieku uczęszczał na lekcje śpiewu w kościele Golgotha Trinity Baptist Church i uczył się gry na fortepianie. W szóstej klasie zaczął rapować. Uczęszczał do Long Beach Polytechnic High School w Long Beach. Podczas nauki został skazany za posiadanie narkotyków – kokainy, na okres sześciu miesięcy.
Jako nastolatek często popadał w konflikt z prawem. Był członkiem gangu Rollin’ 20 Crips. Po ukończeniu edukacji zajął się muzyką. Wspólnie z przyjacielem Nate Doggiem, Lil’ ½ Dead i Warrenem G nagrali demo jako grupa 213. Później zainteresował się nim Dr. Dre.

### Kariera
Pod koniec roku 1992 Dr. Dre wydał swój pierwszy album w Death Row Records pt. The Chronic przy współudziale Snoop Dogga, który w znacznym stopniu przyczynił się do jego ogromnego sukcesu. Single „Nuthin’ but a „G” Thang” i „Fuck wit Dre Day (and Everybody’s Celebratin’)” przyniosły mu sławę. Broadus nie mógł dłużej czekać i wydał swój debiutancki album Doggystyle w 1993 roku. Sukces tego albumu był wielki, single „What’s My Name?” i „Gin and Juice” utrzymały album w czołówce list przebojów aż do roku 1994.
Kolejny album Snoopa był długo opóźniany, Tha Doggfather wydano 16 listopada 1996 bez udziału Dre. Premierę tego wydawnictwa przyćmiły inne wydarzenia, w szczególności zabójstwo przyjaciela Snoop Dogga – Tupaca Shakura i początek problemów wytwórni Death Row Records. Sprzedaż 2 milionów egzemplarzy albumu uznano za porażkę. Snoop Dogg przeniósł się do No Limit Records Mastera P, czym wywołał gniew Suge Knighta. W nowej wytwórni wydał swój kolejny album Da Game Is to Be Sold, Not to Be Told, który był mocno krytykowany, jednak sprzedawał się bardzo dobrze. Następnie wydał kolejny album, tym razem w stylu G-Funk No Limit Top Dogg. Produkcja ta uzyskała rozgłos i Snoop Dogg powrócił na szczyt, a comeback potwierdził wydanym w 2000 roku albumem Tha Last Meal.
Jego dwa filmy pornograficzne produkcji Hustler z muzyką hip-hopową Snoop Dogg’s Doggystyle (2002) i Snoop Dogg’s Hustlaz: Diary of a Pimp (2004) z Chelseą Blue, Shylą Stylez i Manuelem Ferrarą otrzymały nagrodę AVN Award w kategorii najlepszy sprzedający się tytuł roku.
W 2002 roku rozpoczął współpracę z The Neptunes. Pharrell wyprodukował singlowe hity z nowego albumu Paid tha Cost to Be da Boss, czyli „From da Chuuuch to da Palace” i „Beautiful”, a album pokrył się platyną. Snoop Dogg kontynuował owocną współpracę z The Neptunes. Produkcja R&G (Rhythm & Gangsta): The Masterpiece to popis Pharrella jako producenta, który jest współautorem hitów: „Drop It Like It’s Hot”, „Let’s Get Blown” i „Signs”, stawkę singli uzupełniało „Ups & Downs/Bang Out”. Album wywołał różne opinie: niektórzy uważali, iż album ten zrobił ze Snoop Dogga gwiazdę popu, inni, że zaczął tworzyć bardziej muzykalne utwory.
Snoop Dogg postanowił zerwać z dotychczasowym stylem pop i R&B, koncentrując się na nowym albumie. Nowa produkcja Snoopa to Tha Blue Carpet Treatment, jest powrotem do korzeni i gangsterskich klimatów. Pierwszym singlem jest ponownie produkcja Pharrella „Vato” z gościnnym udziałem B-Reala z Cypress Hill. Drugim singlem z tej płyty był „That’s That” z R. Kelly.
Pod koniec października 2007 roku wziął udział w telewizyjnej gali stacji VH1 – Hip hop honors 2007. Poprowadził również galę rozdania nagród MTV Europe Music Awards w Monachium. W grudniu 2007 roku wystartował jego reality show Snoop Dogg’s Father Hood, opowiadający o nim i jego rodzinie.
W 2008 ukazał się album Ego Trippin'. 27 sierpnia 2008 roku Snoop zagrał koncert w Polsce na warszawskim Torwarze.
17 lutego 2009 miał premierę program Calvina Nocne Rozmowy Snoop Dogga. W 2009 roku raper zaczął poszukiwać talentów w Europie. Nagrał single Dime Piece z bułgarską piosenkarką LiLaną, gdzie rapuje inny bułgarski raper Big Sha, Groove On z rosyjskim raperem Timatim oraz wystąpił w teledysku rapera „Time”.
8 grudnia 2009 został wydany jego dziesiąty album studyjny Malice n Wonderland. Promowały go single „Gangsta Luv” z The-Dreamem, „That’s Tha Homie” z Timbalandem, „I Wanna Rock” i „Pronto” z Soulja Boyem. Album znalazł się na 23. miejscu notowania Billboard 200, opracowanego przez Billboard.
29 marca 2011 roku, został wydany jedenasty studyjny album, Doggumentary. Pierwotnie tytuł miał brzmieć Doggystyle 2: The Doggumentary.
W 2012 roku współpracował z polską wokalistką Izą Lach, do której doszło poprzez wygraną w konkursie na remiks utworu pt. „Set it off”. Owocem tej współpracy jest album wyprodukowany przez rapera pod pseudonimem Berhane Sound System, który został udostępniony za darmo w internecie. Promowany był przez utwory „Set It Off” oraz „Lost In Translation” w których raper udziela się gościnnie.
31 lipca 2012 oświadczył dziennikarzom, że zmienia swój dotychczasowy pseudonim artystyczny na Snoop Lion oraz styl muzyczny na reggae. Za powód przemiany podał, iż został przechrzczony przez jednego z duchowych przywódców rastafariańskich podczas pobytu na Jamajce. Jego pierwszy album po przemianie pt. Reincarnated promowany był przez singel „La La La”, który tworzył z Major Lazer. Ten utwór został udostępniony na oficjalnym kanale artysty w serwisie YouTube. Kolejnymi singlami promującymi album to „No Guns Allowed”, „Lighters Up”, „Ashtrays and Heartbreaks” w duecie z Miley Cyrus oraz „The Good Good” z Izą Lach – do wszystkich zrealizowano teledyski.
10 grudnia 2013 został wydany EP rapera z muzykiem funkowym Dâm-Funk pod kolejnym pseudonimem Snoopzilla. Promował go singel „Faden Away” opublikowany 8 października 2013 w serwisie SoundCloud, a 10 października pojawił się na iTunes. Teledysk do utworu miał premierę 5 listopada 2013. Płyta została utrzymana w klimatach muzyki Funk i G-funk. Na albumie wystąpili wokalista Steve Arrington i raper Kurupt.
Wystąpił w komedii Straszny film 5 (2013) jako Ja’ Marcus i użyczył swojego głosu w filmie animowanym Turbo (2013), do którego nagrał także utwór „Let The Bass Go”.
W 2014 podjął współpracę wraz z koreańskim raperem Psy znanego z takich utworów jak „Gangnam Style” i „Gentleman”. 8 czerwca 2014 w serwisie YouTube został opublikowany singiel Psy – „Hangover”, w którym gościnnie udzielił się Snoop Dogg. Zrealizowano także teledysk.
W roku 2015 na zaproszenie polskiego rapera Gorzkiego wziął udział w nagraniu piosenki fundacji Pomaganie jest trendy pod tytułem „HIT Rappers”. Udział wzięli także Kurtis Blow, Curtis Young (syn Dr. Dre), PMD, Rakaa (Dilated Peoples), Prodigal Sunn, Kokane, Konieczny, Medusa, Young Nate Dogg oraz śpiewaczka operowa Alicja Węgorzewska-Whiskerd.
1 lipca 2016 został wydany kolejny solowy album Cool Aid.
W 2022 został właścicielem wytwórni Death Row Records i za jej pomocą wydał swój dziewiętnasty album BODR. Tego samego roku wystąpił na wydarzeniu SuperBowl LVI razem z Dr. Dre, Eminemem, Mary J. Blige i Kendrickiem Lamarem. 24 czerwca wydał singiel w kolaboracji z Eminemem, o tytule „From the D 2 the LBC” promowany animowanym teledyskiem w serwisie YouTube.
Od początku kariery, Snoop Dogg, dał się poznać jako zadeklarowany palacz marihuany, która została jednym ze znaków rozpoznawczych Dogga. W 2012 raper został aresztowany za posiadanie niewielkiej ilości marihuany, a w przeszłości był nie raz aresztowany za posiadanie substancji odurzających. W 2023 roku, ku zaskoczeniu fanów i opinii publicznej - ogłosił, że rzuca palenie marihuany po rozmowach z rodziną, oraz poprosił o uszanowanie prywatności w tamtym czasie. Parę miesięcy wcześniej ogłosił, że ogranicza ją po tym jak został dziadkiem. Po paru dniach okazało się, iż ta deklaracja stanowiła część reklamy bezdymnych palenisk SoloStove. Sam Dogg prowadzi kilka biznesów związanych z konopiami.